# Time Bandits (Band)
Die Time Bandits sind eine niederländische Pop-Band um den Sänger und Gitarristen Alides Hidding, die in den 1980er Jahren international erfolgreich war.

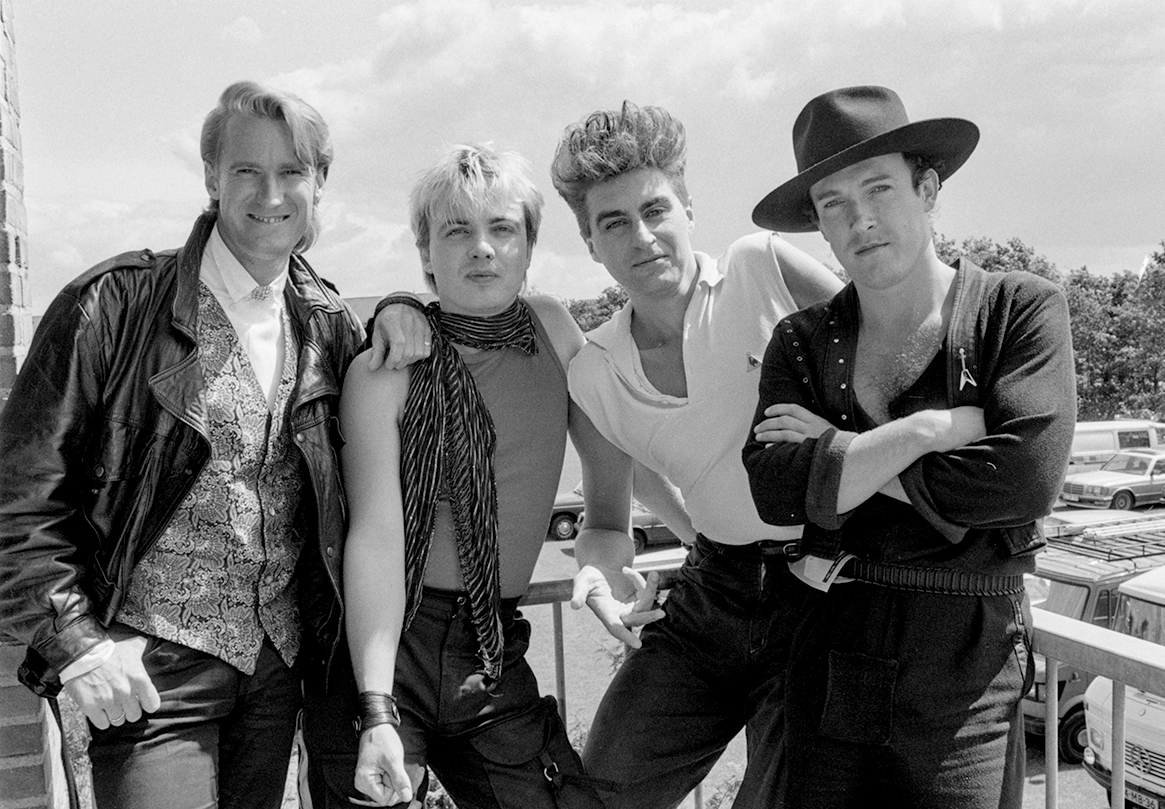
Die Time Bandits in 1986

## Geschichte
Die Band wurde 1981 von Alides Hidding gegründet, welcher vorher bereits mit der Solo-Single Hollywood Seven einen Erfolg erzielt hatte. Die Veröffentlichungen der Band, die sich musikalisch zwischen Funk, Pop und Dance bewegten, waren sowohl in den Niederlanden als auch in Deutschland und Frankreich, Australien und Neuseeland sowie den USA erfolgreich. 1989 löste sich die Band auf und Hidding siedelte nach Los Angeles über, wo er u. a. als Songschreiber für Jennifer Rush und The Nylons tätig war.
Seit den 1990er Jahren tritt die Band in den Niederlanden wieder regelmäßig auf, wobei die ursprünglichen Mitglieder abgesehen von Hidding nicht mehr mitspielen. Die aktuelle Besetzung der Band ist:
- Alides Hidding (Gesang und Gitarre)
- Marco Ligtenberg (Keyboards und Gesang)
- Guus Strijbosch (Bass und Gesang)
- Olaf Noordanus (Schlagzeug)

## Diskografie

### Alben
| Jahr | Titel        | Höchstplatzierung, Gesamtwochen, AuszeichnungChartsChartplatzierungen (Jahr, Titel, Platzierungen, Wochen, Auszeichnungen, Anmerkungen) | Anmerkungen |
| Jahr | Titel        | NL | Anmerkungen |
| ---- | ------------ | --- | ----------- |
| 1982 | Time Bandits | NL32 (3 Wo.)NL |             |
| 1983 | Tracks       | NL27 (4 Wo.)NL |             |
| 1985 | Fiction      | NL38 (6 Wo.)NL |             |
| 2011 | Fiction      | NL38 (6 Wo.)NL |             |

Weitere Alben
- Can’t Wait for Another World (1987)
- Greatest Hits (1995)
- As Live... (2003)

### Singles
| Jahr | Titel Album                                           | Höchstplatzierung, Gesamtwochen, AuszeichnungChartsChartplatzierungen (Jahr, Titel, Album, Platzierungen, Wochen, Auszeichnungen, Anmerkungen) | Anmerkungen |
| Jahr | Titel Album                                           | NL | Anmerkungen |
| ---- | ----------------------------------------------------- | --- | ----------- |
| 1981 | Live It Up Time Bandits                               | NL9 (9 Wo.)NL |             |
| 1982 | I’m Specialized In You                                | NL2 (10 Wo.)NL |             |
| 1983 | Listen To The Man With The Golden Voice Tracks        | NL7 (7 Wo.)NL |             |
| 1983 | I’m Only Shooting Love Tracks                         | NL6 (7 Wo.)NL |             |
| 1984 | Reach Out                                             | NL35 (3 Wo.)NL |             |
| 1985 | Endless Road (And I Want You To Know My Love) Fiction | NL16 (10 Wo.)NL |             |
| 1985 | Dancing On A String Fiction                           | NL28 (5 Wo.)NL |             |
| 1986 | I Won’t Steal Away Fiction                            | NL18 (6 Wo.)NL |             |

Weitere Singles
- Sister Paradise (1982)
- Only a Fool (1986)
- We’ll Be Dancing (1987)
- Wildfire (1987)
- Can’t Wait for Another World (1988)